# Johan Henningsen
Johan Emil Hans Henningsen (* 9. Juli 1876 in Uummannaq; † 1952) war ein grönländischer Landesrat.

## Leben
Johan Henningsen war der Sohn des Katecheten Johan Peter Henningsen (1852–?) und seiner Frau Wilhelmine Elisabeth Møller (1845–?). Seine Schwester war die Mutter des Landesrats Johan Lange (1909–?). Am 18. Januar 1903 heiratete er in Uummannaq Juliane Marie Gjertrud Fleischer (1880–1959). Ihre Tochter war Elisabeth Johansen (1907–1993), die erste und einzige grönländische Landesrätin, Frau des Landesrats Kristian Johansen (1915–1958) und Mutter des Landesrats Severin Johansen (1941–2005) und des Regierungschefs Lars Emil Johansen (* 1946). Er wurde 1911 als Jäger in den ersten nordgrönländischen Landesrat gewählt, wo er bis 1916 an allen sechs Sitzungen teilnahm.